# ポツダム少尉
ポツダム少尉（ポツダムしょうい）とは、ポツダム宣言受諾後に戦闘が基本的に終了した8月15日から11月30日まで継続した陸軍省と海軍省によって、この間の日本軍において少尉に任官した軍人の通称である。全員が1階級昇進して除隊した（この期間の昇進をポツダム進級と呼ぶ）。主に、学徒動員や士官学校の士官候補生などが、これによって士官とされる少尉に任ぜられた。人数が多く、任官者が自嘲的に自らを「ポツダム少尉」と呼んだことからこの名称が広まった。倉田卓次のように「ポツダム少尉」を自称した人物によって広められた一面もある。
このような昇進は少尉に限ったものではないが、少尉が士官と認められる最低の階級（それより下の兵とは大きく軍内での扱いが異なった）だったことや、学徒出陣によって、見習士官（身分上は士官学校生と同等）の多くが従軍期間に関わらず少尉とされた。士官が退官手当や恩給の支給額において（下士官よりも）有利になるとの配慮からとされている。
大学生からの学徒出陣者の多くは「ポツダム少尉」になってから復学し、大学卒業後に要職に就いた。現役軍人の大半が公職追放されたのに対して学徒出陣者は公職追放の対象とならずに戦後に公務員になれたために上級公務員の中には多くのポツダム少尉が含まれることになった。

## 比喩的用法
制度の改正によって何らかの資格や免許を容易に得ることを、「ポツダム○○」と呼ぶ場合がある。
- ポツダム司書 - 図書館法施行時に、それまでの図書館従業者が短時間の講習のみで司書資格を与えられたもの。竹林熊彦による造語。
- ポツダム免許 - 1965年の道路交通法改正時に、この時点の普通免許、または、軽免許、大型免許所持者に一律に排気量の制限がない自動二輪免許（現・大型自動二輪免許に相当）が交付されたもの[2]。
- ポツダム社員 -フジテレビジョンが1980年にそれまで10年間系列の外部制作会社に委託していた番組制作を、再び自社で行うようになった。この際に制作会社から移籍した制作スタッフは形式上の考査のみで移籍できたため、ポツダム社員と一部で揶揄された。ただし所謂ポツダム社員の一部は後のフジテレビの視聴率三冠王に大きく貢献する等、有能な人材も多数いた[要出典]。

## 「ポツダム少尉」になった人物
- 倉田卓次 - 学徒出陣で終戦を迎えた
- 三國一朗 - 東部第62部隊で終戦を迎えた[3]
- 守屋富生 - 学徒出陣で終戦を迎えた
- 李登輝 - 学徒出陣で終戦を迎えた